# District de Purnia
Le District de Purnia  (hindi : पूर्णिया जिला) est un district de l'état du Bihar en Inde.

## Géographie
Sa population de 3 264 619 habitants (en 2011) pour une superficie de 3 229 km2.
Son chef-lieu est la ville de Purnia.